# 2019 w boksie

## Lista zawodowych mistrzów świata na 31 grudnia 2019
| Kategoria       | WBA                                                                       | WBC                                                          | IBF                                  | WBO                                     |
| Słomkowa        | Thammanoon Niyomtrong · Tajlandia                                         | Chayaphon Moonsri · Tajlandia                                | Pedro Taduran · Filipiny             | Wilfredo Mendez · Portoryko             |
| Junior musza    | Hiroto Kyoguchi · Japonia · Carlos Cañizales · Wenezuela                  | Ken Shiro · Japonia                                          | Felix Alvarado · Nikaragua           | Elwin Soto · Meksyk                     |
| Musza           | Artem Dalakjan · Ukraina                                                  | Julio César Martínez · Meksyk                                | Moruti Mthalane · Południowa Afryka  | Kōsei Tanaka · Japonia                  |
| Junior kogucia  | Khalid Yafai · Wielka Brytania                                            | Juan Francisco Estrada · Meksyk                              | Jerwin Ancajas · Filipiny            | Kazuto Ioka · Japonia                   |
| Kogucia         | Naoya Inoue · Japonia                                                     | Nordine Oubaali · Francja                                    | Naoya Inoue · Japonia                | John Riel Casimero · Filipiny           |
| Junior piórkowa | Daniel Roman · Stany Zjednoczone · Brandon Figueroa · Stany Zjednoczone · | Rey Vargas · Meksyk                                          | Daniel Roman · Stany Zjednoczone     | Emanuel Navarrete · Meksyk              |
| Piórkowa        | Leo Santa Cruz · Meksyk · Xu Can · Chiny                                  | Gary Russell Jr. · Stany Zjednoczone                         | Josh Warrington · Wielka Brytania    | Shakur Stevenson · Stany Zjednoczone    |
| Junior lekka    | Leo Santa Cruz · Meksyk · Rene Alvarado · Nikaragua                       | Miguel Berchelt · Meksyk                                     | Tevin Farmer · Stany Zjednoczone     | Jamel Herring · Stany Zjednoczone       |
| Lekka           | Wasyl Łomaczenko · Ukraina · Gervonta Davis · Stany Zjednoczone           | Wasyl Łomaczenko · Ukraina · Devin Haney · Stany Zjednoczone | Teófimo López · Stany Zjednoczone    | Wasyl Łomaczenko · Ukraina              |
| Lekkopółśrednia | Josh Taylor · Wielka Brytania · Mario Barrios · Stany Zjednoczone         | José Carlos Ramírez · Stany Zjednoczone                      | Josh Taylor · Wielka Brytania        | José Carlos Ramírez · Stany Zjednoczone |
| Półśrednia      | Manny Pacquiao · Filipiny · Aleksandr Biesputin · Rosja                   | Errol Spence Jr. · Stany Zjednoczone                         | Errol Spence Jr. · Stany Zjednoczone | Terence Crawford · Stany Zjednoczone    |
| Lekkośrednia    | Julian Williams · Stany Zjednoczone · Erislandy Lara · Kuba               | Tony Harrison · Stany Zjednoczone                            | Julian Williams · Stany Zjednoczone  | Jaime Munguia · Meksyk                  |
| Średnia         | Saúl Álvarez · Meksyk · Ryōta Murata · Japonia                            | Saúl Álvarez · Meksyk · Jermall Charlo · Stany Zjednoczone   | Giennadij Gołowkin · Kazachstan      | Demetrius Andrade · Stany Zjednoczone   |
| Superśrednia    | Callum Smith · Wielka Brytania · Saúl Álvarez · Meksyk                    | David Benavidez · Stany Zjednoczone                          | Caleb Plant · Stany Zjednoczone      | Billy Joe Saunders · Wielka Brytania    |
| Półciężka       | Dmitrij Biwoł · Rosja                                                     | Artur Bietierbijew · Rosja                                   | Artur Bietierbijew · Rosja           | Saúl Álvarez · Meksyk                   |
| Junior ciężka   | Arsen Goulamirian · Francja                                               | wakat                                                        | Yunier Dorticos · Kuba               | wakat                                   |
| Ciężka          | Anthony Joshua · Wielka Brytania · Manuel Charr · Niemcy                  | Deontay Wilder · Stany Zjednoczone                           | Anthony Joshua · Wielka Brytania     | Anthony Joshua · Wielka Brytania        |

## Styczeń
18 stycznia 
- Los Angeles – Caleb Plant zdobył tytuł mistrza świata IBF w wadze superśredniej po pokonaniu jednogłośnie na punkty dotychczasowego mistrza José Uzcáteguiego[1].
Guillermo Rigondeaux (waga junior lekka) pokonał przez techniczny nokaut w 1. rundzie Giovanniego Delgado[2].

 18 stycznia 
- Nowy Jork – Demetrius Andrade obronił tytuł mistrza świata WBO w kategorii średniej wygrywając przez techniczny nokaut w 12. rundzie z Arturem Akawowem[3].
TJ Doheny obronił tytuł mistrza świata IBF w wadze junior piórkowej po pokonaniu przez techniczny nokaut w 11. rundzie Ryoheiego Takahashiego.
Pablo César Cano (waga lekkopółśrednia) pokonał przez techniczny nokaut w 1. rundzie Jorge Linaresa[4].

 19 stycznia 
- Las Vegas – Manny Pacquiao obronił tytuł mistrza świata WBA w kategorii półśredniej wygrywając jednogłośnie na punkty z Adrienem Bronerem[5].
Marcus Browne zdobył pas tymczasowego mistrza świata WBA w wadze półciężkiej po pokonaniu jednogłośnie na punkty Badou Jacka.
Nordine Oubaali zdobył wakujący tytuł mistrza świata WBC w kategorii koguciej wygrywając jednogłośnie na punkty z Rau’shee Warrenem[6].

 26 stycznia 
- Nowy Jork – Keith Thurman obronił tytuł supermistrza świata WBA w kategorii półśredniej wygrywając niejednogłośnie na punkty z Josesito Lópezem[7].
Adam Kownacki (waga ciężka) pokonał przez techniczny nokaut w 2. rundzie Geralda Washingtona[8].
- Houston – Jaime Munguia obronił tytuł mistrza świata WBO w kategorii lekkośredniej po pokonaniu jednogłośnie na punkty Takeshiego Inoue[9].
Xu Can zdobył tytuł mistrza świata WBA w wadze piórkowej wygrywając jednogłośnie na punkty z dotychczasowym mistrzem Jesúsem Rojasem.

## Luty
2 lutego 
- Frisco – Siergiej Kowalow odzyskał tytuł mistrza świata WBO w wadze półciężkiej po pokonaniu jednogłośnie na punkty dotychczasowego mistrza Eleidera Álvareza[10].
Óscar Valdez obronił tytuł mistrza świata WBO w kategorii piórkowej wygrywając przez nokaut w 7. rundzie z Carmine Tommasone[11].
Richard Commey zdobył wakujący tytuł mistrza świata IBF w wadze lekkiej wygrywając przez techniczny nokaut w 2. rundzie z Isą Czanijewem[12].
- Barcelona – Samir Ziani zdobył wakujący tytuł mistrza Europy (EBU) w kategorii junior lekkiej po zwycięstwie przez poddanie w 6. rundzie w 1. rundzie nad Julim Ginerem.
- Londyn – Sergio García obronił tytuł mistrza Europy (EBU) w wadze lekkośredniej wygrywając jednogłośnie na punkty z Tedem Cheesemanem.

 7 lutego 
- Gloucester City – zmarł Rocky Lockridge, były zawodowy mistrz świata WBA i IBF w wadze junior lekkiej[13].

 9 lutego 
- Carson – Gervonta Davis obronił tytuł supermistrza świata WBA w wadze junior lekkiej po pokonaniu przez nokaut w 1. rundzie Hugo Ruiza[14].
- Indio – Andrew Cancio zdobył tytuł mistrza świata WBA w wadze junior lekkiej wygrywając z obrońcą tytułu Alberto Machado przez nokaut w 4. rundzie[15].
Rey Vargas obronił tytuł mistrza świata WBC w kategorii junior piórkowej po wygraniu jednogłośnie na punkty z Franklinem Manzanillą.

 10 lutego 
- Fresno – José Carlos Ramírez obronił tytuł mistrza świata WBC w wadze lekkopółśredniej po wygraniu niejednogłośnie na punkty z Jose Zepedą[16].

 12 lutego 
- Stalowa Wola – zmarł Lucjan Trela, polski bokser wagi ciężkiej, olimpijczyk z 1968 i wielokrotny mistrz Polski[17].

 15 lutego 
- Hinckley – Rob Brant obronił tytuł mistrza świata WBA w wadze średniej wygrywając przez techniczny nokaut w 11. rundzie z Chasanem Bajsangurowem[18].

 16 lutego 
- Los Angeles – Leo Santa Cruz obronił tytuł supermistrza świata WBA w kategorii piórkowej po zwycięstwie jednogłośnie na punkty nad Rafaelem Riverą[19].
Deejay Kriel zdobył tytuł mistrza świata IBF w kategorii słomkowej po wygranej przez nokaut w 12. rundzie nad dotychczasowym mistrzem Carlosem Liconą.
- Roeselare – Yves Ngabu obronił tytuł mistrza Europy (EBU) w wadze junior ciężkiej po wygranej jednogłośnie na punkty z Mickim Nielsenem[20].
- Herstal – Francesco Patera obronił tytuł mistrza Europy (EBU) w wadze lekkiej po wygranej jednogłośnie na punkty z Marvinem Petitem.

 23 lutego 
- Minneapolis – Anthony Dirrell zdobył wakujący tytuł mistrza świata WBC w kategorii superśredniej po zwycięstwie techniczną decyzją nad Avnim Yıldırımem[21].

 26 lutego 
- Tokio – Vic Saludar obronił tytuł mistrza świata WBO w kategorii słomkowej po zwycięstwie jednogłośnie na punkty nad Masataką Taniguchim.

## Marzec
1 marca 
- Panama – zmarł Eusebio Pedroza, zawodowy mistrz świata WBA w latach 1978–19856 w wadze piórkowej[22].

 2 marca 
- Nowy Jork – Brian Castaño obronił tytuł mistrza świata WBA w kategorii lekkośredniej po zremisowaniu z Erislandym Larą[23].
- Magdeburg – Agit Kabayel obronił tytuł mistrza Europy (EBU) w wadze ciężkiej po wygranej jednogłośnie na punkty z Andrijem Rudenką[24].

 9 marca 
- Verona – Dmitrij Biwoł obronił tytuł mistrza świata WBA w kategorii półciężkiej wygrywając jednogłośnie na punkty z Joe Smithem Jrem[25].
Maurice Hooker obronił tytuł mistrza świata WBO w wadze lekkopółśredniej po zwycięstwie jednogłośnie na punkty nad Mikkelem Les Pierre’em[26].
- Carson – Shawn Porter obronił tytuł mistrza świata WBC w wadze półśredniej wygrywając niejednogłośnie na punkty z Yordenisem Ugásem[27].
- Grande-Synthe – Kamil Szeremeta obronił tytuł mistrza Europy (EBU) w wadze średniej pokonując jednogłośnie na punkty Andrew Fancilette’a[28].

 15 marca 
- Filadelfia – Tevin Farmer obronił tytuł mistrza świata iBF w wadze muszej wygrywając jednogłośnie na punkty z Jono Carrollem[29].

 16 marca 
- Arlington – Errol Spence Jr. obronił tytuł mistrza świata iBF w wadze półśredniej wygrywając jednogłośnie na punkty z Mikeyem Garcią. Zdobył tym samym pas WBC Diamond[30].
- Gifu – Kōsei Tanaka obronił tytuł mistrza świata WBO w wadze muszej wygrywając jednogłośnie na punkty z Ryōichim Taguchim[31].

 23 marca 
- Londyn – Charlie Edwards obronił tytuł mistrza świata WBC w wadze muszej wygrywając jednogłośnie na punkty z Ángelem Moreno[32].
- Angers – Georges Ory obronił tytuł mistrza Europy (EBU) w wadze koguciej wygrywając jednogłośnie na punkty z Aramisem Torresem.

 27 marca 
- Słupsk – zmarł Jan Dydak, polski bokser wagi półśredniej i lekkośredniej, medalista olimpijski z 1988[33].

 30 marca 
- Filadelfia – Ołeksandr Hwozdyk obronił tytuł mistrza świata WBC w kategorii półciężkiej wygrywając przez techniczny nokaut w 5. rundzie z Doudou Ngumbu[34].
- Indio – Ángel Acosta obronił tytuł mistrza świata WBC w junior muszej wygrywając przez nokaut w 8. rundzie z Ganiganem Lópezem.
- Liverpool – Robbie Davies Jnr zdobył tytuł mistrza Europy (EBU) w wadze lekkopółśredniej wygrywając jednogłośnie na punkty z obrońcą tytułu Joe Hughesem.
- Bilbao – Dawid Awanesjan zdobył tytuł mistrza Europy (EBU) w wadze półśredniej wygrywając przez techniczny nokaut w 9. rundzie z obrońcą tytułu Kermanem Lejarragą[35].

## Kwiecień
12 kwietnia 
- Nowy Jork – Wasyl Łomaczenko obronił tytuły supermistrza świata WBA i mistrza świata WBO w kategorii lekkiej wygrywając przez nokaut w 4. rundzie z Anthonym Crollą[36].

 13 kwietnia 
- Monterrey – Jaime Munguia obronił tytuł mistrza świata WBO w wadze lekkośredniej po pokonaniu niejednogłośnie na punkty Dennisa Hogana[37].
- Halle – Dominic Bösel obronił tytuł mistrza Europy (EBU) w wadze półciężkiej wygrywając przez techniczny nokaut w 8. rundzie z Timym Shalą[38].

 20 kwietnia 
- Nowy Jork – Terence Crawford obronił tytuł mistrza świata WBO w wadze półśredniej po wygranej przez techniczny nokaut w 6. rundzie z Amirem Khanem[39].

 25 kwietnia 
- Brescia – Luca Rigoldi obronił tytuł mistrza Europy (EBU) w kategorii junior piórkowej wygrywając jednogłośnie na punkty z Anthonym Settoulem.

 26 kwietnia 
- Inglewood – Daniel Roman obronił tytuł mistrza świata WBA i zdobył tytuł mistrza świata IBF w wadze junior piórkowej wygrywając niejednogłośnie na punkty z dotychczasowym mistrzem IBF TJ Dohenym.
Jessie Vargas pokonał Humberto Soto przez techniczny nokaut w 6. rundzie[40].
Juan Francisco Estrada został mistrzem świata WBC w wadze junior koguciej po pokonaniu jednogłóśnie na punkty obrońcy tytułu Wisaksila Wangeka[41].

 27 kwietnia 
- Lafayette – Nonito Donaire obronił tytuł supermistrza świata WBA w wadze koguciej wygrywając przez nokaut w 6. rundzie ze Stephonem Youngiem i tym samym awansował do finału turnieju World Boxing Super Series.
Regis Prograis zdobył tytuł mistrza świata WBA w wadze lekkopółśredniej po pokonaniu dotychczasowego mistrza Kiryła Relicha przez techniczny nokaut w 6. rundzie. Awansował do finału turnieju World Boxing Super Series[42].
- Las Vegas – Robert Easter Jr. i Rances Barthelemy zremisowali w pojedynku o wakujące tytuły mistrza świata WBA (Regular) i IBO w wadze lekkiej[43].

## Maj
4 maja 
- Las Vegas – Saúl Álvarez obronił tytuły supermistrza świata WBA i mistrza świata WBC oraz zdobył tytuł mistrza świata IBF w kategorii średniej wygrywając jednogłośnie na punkty z Danielem Jacobsem[44].
- Stockton – Artur Bietierbijew obronił tytuł mistrza świata IBF w wadze półciężkiej po zwycięstwie przez nokaut w 5. rundzie nad Radivoje Kalajdzicem[45].
- Jerwyn Ancajas obronił tytuł mistrza świata IBF w kategorii =junior koguciej wygrywając przez nokaut w 7. rundzie z Ryuichim Funaim.

 10 maja 
- Filadelfia – zmarł Bert Cooper, amerykański bokser wagi ciężkiej, dwukrotny pretendent do tytułu zawodowego mistrza świata[46].

 11 maja 
- Fairfax – Julian Williams zdobył tytuły supermistrza świata WBA oraz mistrza świata IBF i IBO w wadze lekkośredniej po pokonaniu jednogłośnie na punkty dotychczasowego mistrza Jarretta Hurda[47].
- Tucson – Miguel Berchelt obronił tytuł mistrza świata WBC w kategorii kunior lekkiej wygrywając przez poddanie w 6. rundzie z Francisco Vargasem[48].
Emanuel Navarrete obronił tytuł mistrza świata WBO w wadze junior piórkowej po pokonaniu przez techniczny nokaut w 12. rundzie Isaaca Dogboe[49].
- Magdeburg – Stefan Härtel zdobył tytuł mistrza Europy (EBU) w wadze superśredniej wygrywając jednogłosnie na punkty z obrońcą tytułu Robinem Krasniqim[50].

 13 maja 
- Tokio – Moruti Mthalane obronił tytuł mistrza świata IBF w wadze muszej po zwycięstwie jednogłośnie na punkty nad Masayukim Kurodą[51].

 18 maja 
- Nowy Jork – Deontay Wilder obronił tytuł mistrza świata WBC w wadze ciężkiej po zwycięstwie przez nokaut w 1. rundzie nad Dominicem Breazeale’em[52].
Gary Russell Jr. obronił tytuł mistrza świata WBC w wadze piórkowej po pokonaniu przez techniczny nokaut w 5. rundzie Kiko Martíneza[53].
- Stevenage – Billy Joe Saunders zdobył wakujący tytuł mistrza świata WBO w kategorii superśredniej wygrywając jednogłośnie na punkty z Shefatem Isufim[54].
- Glasgow – Josh Taylor zdobył tytuł mistrza świata IBF w wadze lekkopółśredniej po pokonaniu jednogłośnie na punkty dotychczasowego mistrza Iwana Baranczyka i tym samym awansował do finału turnieju World Boxing Super Series[55].
Naoya Inoue obronił tytuł mistrza świata WBA i zdobył mistrzowski pas IBF w kategorii koguciej wygrywając przez nokaut w 2. rundzie z Emmanuelem Rodríguezem. Awansował do finału turnieju World Boxing Super Series[56].

 19 maja 
- Kobe – Felix Alvarado obronił tytuł mistrza świata IBF w wadze junior muszej po pokonaniu jednogłośnie na punkty Reiyi Konishiego.

 25 maja 
- Kissimmee – Jamel Herring zdobył tytuł mistrza świata WBO w junior lekkiej wygrywając jednogłośnie na punkty z dotychczasowym mistrzem Masayukim Ito[57].

 26 maja 
- Fuzhou – Xu Can obronił tytuł mistrza świata WBA w kategorii piórkowej po pokonaniu przez techniczny nokaut w 6. rundzie Shuna Kubo.
Carlos Cañizales obronił tytuł mistrza świata WBA w wadze junior muszej wygrywając jednogłośnie na punkty z Sho Kimurą.

 31 maja 
- Chachoengsao – Chayaphon Moonsri obronił tytuł mistrza świata WBC w wadze słomkowej po zwycięstwie przez techniczną decyzję w 8. rundzie nad Tatsuyą Fukuharą[58].

## Czerwiec
1 czerwca 
- Nowy Jork – Andy Ruiz zdobył tytuły supermistrza świata WBA oraz mistrza świata IBF i IBO w wadze ciężkiej wygrywając przez techniczny nokaut w 7. rundzie z dotychczasowym mistrzem Anthonym Joshuą[59].
Callum Smith obronił tytuł supermistrza świata WBA w kategorii superśredniej po zwycięstwie przez techniczny nokaut w 3. rundzie nad Hassanem N’Damem N’Jikamem[60].
- Cardiff – Jay Harris zdobył wakujący tytuł mistrza Europy (EBU) w kategorii junior piórkowej wygrywając jednogłośnie na punkty z Angelem Moreno.

 8 czerwca 
- Reno – Óscar Valdez obronił tytuł mistrza świata WBO w kategorii piórkowej wygrywając jednogłośnie na punkty z Jasonem Sanchezem[61].
- Bilbao – Andoni Gago zdobył wakujący tytuł mistrza Europy (EBU) w kategorii piórkowej wygrywając niejednogłośnie na punkty z Jesúsem Sánchezem.

 15 czerwca 
- Ryga – Mairis Briedis zdobył tytuł mistrza świata WBO w kategorii junior ciężkiej wygrywając przez techniczny nokaut w 3. rundzie z dotychczasowym mistrzem Krzysztofem Głowackim. Awansował tym samym do finału turnieju World Boxing Super Series[62].
- Yunier Dorticos zdobył wakujący tytuł mistrza świata IBF w kategorii junior ciężkiej nokautując w 10. rundzie Andrew Tabitiego. Awansował tym samym do finału turnieju World Boxing Super Series[63].
- Leeds – Josh Warrington obronił tytuł mistrza świata IBF w wadze piórkowej po pokonaniu niejednogłośnie na punkty Kida Galahada[64].
- Kijów – Artem Dalakjan obronił tytuł mistrza świata WBA w kategorii muszej wygryweając przez techniczny nokaut w 10. rundzie z Sarawutem Thawornkhamem.
- Paradise – Tyson Fury (waga ciężka) wygrał przez techniczny nokaut w 2. rundzie z Tomem Schwarzem[65].

 19 czerwca 
- Chiba – Hiroto Kyoguchi obronił tytuł supermistrza świata WBA w wadze junior muszej wygrywając jednogłośnie na punkty z Tanawatem Nakoonem znanym jako Satanmuanglek CP Freshmart.
- Kazuto Ioka zdobył wakujący tytuł mistrza świata WBO po wygranej przez techniczny nokaut w 10. rundzie z Astonem Palicte[66].

21 czerwca 
- Indio – Elwin Soto zdobył tytuł mistrza świata WBO w kategorii junior muszej po wygranej jednogłośnie na punkty z dotychczasowym mistrzem Ángelem Acostą.
- Andrew Cancio obronił tytuł mistrza świata WBA w wadze junior lekkiej wygrywając przez nokaut w 3. rundzie z Alberto Machado[67].

 22 czerwca 
- Torrelavega – Sergio García obronił tytuł mistrza Europy (EBU) w kategorii lekkośredniej wygrywając jednogłośnie na punkty z Siarhiejem Riabczenką.

 28 czerwca 
- Temecula – Richard Commey obronił tytuł mistrza świata IBF w wadze lekkiej nokautując w 8. rundzie Raymundo Beltrána[68].
- Mediolan – Francesco Patera obronił tytuł mistrza Europy (EBU) w kategorii lekkiej wygrywając przez techniczny nokaut w 6. rundzie z Paulem Hylandem.

 29 czerwca 
- Providence – Demetrius Andrade obronił tytuł mistrza świata WBO w kategorii średniej wygrywając jednogłośnie na punkty z Maciejem Sulęckim[69].
- Khalid Yafai obronił tytuł mistrza świata WBA w wadze junior koguciej wygrywając jednogłośnie na punkty z Norbelto Jiménezem[70].
- Houston – Jermall Charlo obronił tytuł mistrza świata WBC w kategorii średniej wygrywając jednogłośnie na punkty z Brandonem Adamsem[71].

## Lipiec
6 lipca 
- Nur-Sułtan – Nordine Oubaali oobronił tytuł mistrza świata WBC w wadze koguciej po wygranej przez poddanie w 6. rundzie z Arthurem Villanuevą[72].

 12 lipca 
- Osaka – Ryōta Murata odzyskał tytuł mistrza świata WBA w wadze średniej po pokonaniu przez techniczny nokaut w 2. rundzie dotychczasowego mistrza Roba Branta[73].
- Ken Shiro obronił tytuł mistrza świata WBC w kategorii junior muszej wygrywając przez techniczny nokaut w 4. rundzie z Jonathanem Taconingem[74].

 13 lipca 
- Carson – Rey Vargas obronił tytuł mistrza świata WBC w kategorii junior piórkowej wygrywając jednogłośnie na punkty z Tomoki Kamedą[75].

 14 lipca 
- Virginia Beach – Pernell Whitaker, były zawodowy mistrz świata w czterech kategoriach wagowych, zginął potrącony na przejściu dla pieszych[76].

 20 lipca 
- Las Vegas – Manny Pacquiao zdobył tytuł supermistrza świata WBA w kategorii półśredniej po zwycięstwie niejednogłośnie na punkty nad dotychczasowym mistrzem Keithem Thurmanem[77].
- Caleb Plant obronił tytuł mistrza świata IBF w wadze superśredniej wygrywając przez techniczny nokaut w 3. rundzie z Mikiem Lee[78].
- Londyn – Dillian Whyte wygrał jednogłośnie na punkty z Óscarem Rivasem w pojedynku o tytuł tymczasowego mistrza świata WBC w wadze ciężkiej[79]. Wykryto jednak niedozwolone wspomaganie w jego organizmie[80].
- Dereck Chisora (waga ciężka) znokautował w 2. rundzie Artura Szpilkę[81].

 27 lipca 
- Baltimore – Gervonta Davis obronił tytuł supermistrza świata WBA w kategorii junior lekkiej po zwycięstwie przez techniczny nokaut w 2. rundzie nad Guillaume Frenois[82].
- Arlington – José Carlos Ramírez obronił tytuł mistrza świata WBC i zdobył tytuł mistrza świata WBO w wadze lekkopółśredniej wygrywając przez techniczny nokaut w 6. rundzie z Maurice’em Hookerem[83].
- Tevin Farmer obronił tytuł mistrza świata IBF w kategorii junior lekkiej po zwycięstwie jednogłośnie na punkty nad Ricardo Núñezem[84].
- Barcelona – Sandor Martin zdobył wakujący tytuł mistrza Europy (EBU) w kategorii lekkopółśredniej wygrywając przez poddanie w 9. rundzie z Andrea Scarpą.

## Sierpień
2 sierpnia 
- Warszawa – Dawid Kostecki, były interkontynentalny mistrz WBA w wadze półciężkiej, zmarł tragicznie w Areszcie Śledczym Warszawa-Bałołęka[85].
- Nakhon Sawan – Thammanoon Niyomtrong obronił wytuł mistrza świata WBA w wadze słomkowej po wygraniu w 8. rundzie przez techniczną decyzję z ArAr Andelesem[86].

 3 sierpnia 
- Nowy Jork – Adam Kownacki (waga ciężka) wygrał jednogłośnie na punkty z Chrisem Arreolą[87].

 16 sierpnia 
- Meksyk – zmarł José Nápoles, były zawodowy mistrz świata w wadze półśredniej[88].

 17 sierpnia 
- Los Angeles – Emanuel Navarrete obronił tytuł mistrza świata WBO w kategorii junior piórkowej nokautując w 3. rundzie Francisco De Vacę[89].

 24 sierpnia 
- Czelabińsk – Siergiej Kowalow obronił tytuł mistrza świata WBO w wadze półciężkiej po wygranej przez techniczny nokaut w 11. rundzie z Anthonym Yarde[90].
- Nagoja – Kōsei Tanaka obronił tytuł mistrza świata WBO w kategorii muszej po wygranej przez techniczny nokaut w 7. rundzie z Jonathanem Gonzálezem[91].
- Hermosillo – Juan Francisco Estrada obronił tytuł mistrza świata WBC w wadze junior koguciej wygrywając przez techniczny nokaut w 9. rundzie z Dewayne Beamoinem.
- Filip Hrgović (waga ciężka) wygrał przez techniczny nokaut w 3. rundzie z Mario Heredią[92].
- San Juan – Wilfredo Mendez zdobył tytuł mistrza świata WBO w wadze słomkowej po pokonaniu jednogłośnie na punkty dotychczasowego mistrza Vica Saludara[93].

 31 sierpnia 
- Londyn – Wasyl Łomaczenko obronił tytuły supermistrza świata WBA i mistrza świata IBF oraz zdobył wakujący tytuł mistrza świata WBC w wadze lekkiej wygrywając jednogłośnie na punkty z Lukiem Campbellem[94].
- Charlie Edwards zachował tytuł mistrza świata WBC w wadze muszej po tym, jak jego walka z Julio Césarem Martínezem została uznana za neodbytą. Pierwotnie ogłoszono zwycięstwo Martíneza przez nokaut w 3. rundze, ale werdykt został zmieniony po tym, jak nagranie pokazało, że Martínez uderzył klęczącego Edwardsa[95].
- Minneapolis – Erislandy Lara zdobył wakujący tytuł mistrza świata WBA w kategorii lekkośredniej po pokonaniu przez nokaut w 2. nundzie Ramóna Álvareza[96].

## Wrzesień
7 września 
- Taguig – Pedro Taduran zdobył wakujący tytuł mistrza świata iBF w kategorii słomkowej wygrywając przez poddanie po 4. rundzie Samuela Salvy.

7 – 21 września
- Jekaterynburg – odbyły się Mistrzostwa Świata w Boksie 2019.

 13 września 
- Nowy Jork – Devin Haney zdobył wakujący tytuł tymczasowego mistrza świata WBC w wadze lekkiej po pokonaniu Zaura Abdullajewa, który poddał walkę po 4. rundzie[97].

 14 września 
- Las Vegas – Tyson Fury (waga ciężka) pokonał jednogłośnie na punkty po 12 rundach Otto Wallina[98].
- Emanuel Navarrete odbronił tytuł mistrza świata WBO w kategorii junior piórkowej wygrywając przez techniczny nokaut w 4. rundzie z Juanem Miguelem Elorde[99].
- Carson – Jaime Munguia odbronił tytuł mistrza świata WBO w wadze lekkośredniej wygrywając przez nokaut w 4. rundzie z Patrickiem Alloteyem[100].

 20 września 
- Schio – Luca Rigoldi obronił tytuł mistrza Europy (EBU) w wadze junior piórkowej po pokonaniu jednogłośnie na punkty Ołeksandra Jegorowa.

 28 września 
- Los Angeles – Errol Spence Jr. obronił tytuł mistrza świata IBF i zdobył tytuł mistrza świata WBC w wadze półśredniej po niejednogłośnym zwycięstwie na punkty nad Shawnem Porterem[101].
- David Benavidez zdobył tytuł mistrza świata WBC w kategorii superśredniej po znokautowaniu w 9. rundzie odbrońcy tytułu Anthony’ego Dirrella[102].
- Mario Barrios zdobył wakujący tytuł mistrza świata WBA w kategorii lekkopółśredniej wygrywając jednogłośnie na punkty z Batyrem Achmiedowem[103].
- Bilbao – Dawid Awanesjan obronił tytuł mistrza Europy (EBU) w wadze półśredniej wygrywając przez techniczny nokaut w 1. rundzie z Kermanem Lejarragą[103].

## Październik
1 października 
- Osaka – Hiroto Kyoguchi obronił tytuł supermistrza świata WBA w wadze junior muszej po pokonaniu jednogłośnie na punkty Tetsuyi Hisady[104].

 5 października 
- Nowy Jork – Giennadij Gołowkin zdobył wakujący tytuł mistrza świata IBF w wadze średniej po pokonaniu jednogłośnie na punkty Serhija Dierewianczenko[105].

 11 października 
- Trydent – Matteo Signani zdobył wakujący tytuł mistrza Europy (EBU) w wadze średniej po pokonaniu niejednogłośnie na punkty Gevorga Khatchikiana.

 12 października 
- Chicago – Dmitrij Biwoł obronił tytuł mistrza świata WBA w wadze półciężkiej po pokonaniu jednogłośnie na punkty Lenina Castillo[106].
- Leeds – Josh Warrington obronił tytuł mistrza świata IBF w kategorii piórkowej po pokonaniu przez techniczny nokaut w 2. rundzie Sofiane Takouchta[107].

 18 października 
- Los Angeles – Artur Bietierbijew obronił tytuł mistrza świata IBF i zdobył tytuł mistrza świata WBC w wadze półciężkiej zwyciężając przez techniczny nokaut w 10. rundzie Ołeksandra Hwozdyka[108].

19 – 26 października
- Wuhan – odbyły się zawody bokserskie na Światowych Wojskowych Igrzyskach Sportowych.

 24 października 
- Indio – Elwin Soto obronił tytuł mistrza świata WBO w wadze junior muszej wygrywając jednogłosnie na punkty z Edwardem Heno[109].

 25 października 
- Chon Buri – Chayaphon Moonsri obronił tytuł mistrza świata WBC w wadze słomkowej zwyciężając jednogłośnie na punkty Simpiwe Konkco[110].
- Mediolan – Francesco Patera obronił tytuł mistrza Europy (EBU) w wadze lekkiej po pokonaniu jednogłośnie na punkty Domenico Valentino[111].

 26 października 
- Londyn – Josh Taylor zdobył tytuł supermistrza świata WBA i obronił tytuł mistrza IBF w wadze lekkopółśredniej, a także zwyciężył w finale turnieju World Boxing Super Series po niejednogłośnym zwycięstwie na punkty nad Regisem Prograisem[112].
- Lawrence Okolie zdobył tytuł mistrza Europy (EBU) w wadze junior ciężkiej po pokonaniu przez techniczny nokaut w 7. rundzie dotychczasowego mistrza Yves’a Ngabu[113].
- Reno – Shakur Stevenson zdobył wakujący tytuł mistrza świata WBO w wadze piórkowej wygrywając jednogłosnie na punkty z Joetem Gonzalezem[114].
- Trujillo Alto – Wilfredo Mendez obronił tytuł mistrza świata WBO w kategorii słomkowej po pokonaniu Axela Aragona Vegi przez techniczną decyzję z 7. rundzie, po przypadkowej kontuzji Vegi.
- Agen – Samir Ziani obronił tytuł mistrza Europy (EBU) w wadze junior lekkiej po pokonaniu jednogłośnie na punkty Faroukha Kourbanova.

## Listopad
2 listopada 
- Las Vegas – Saúl Álvarez zdobył tytuł mistrza świata WBO w wadze półciężkiej wygrywając przez nokaut w 11. rundzie z dotychczasowym mistrzem Siergiejem Kowalowem[115].
- Carson – Miguel Berchelt obronił tytuł mistrza świata WBC w wadze junior lekkiej po wygranej przez nokaut w 4. rundze z Jasonem Sosą[116].

 7 listopada 
- Saitama – Naoya Inoue zdobył tytuł supermistrza świata WBA i obronił tytuł mistrza IBF w wadze koguciej, a także zwyciężył w finale turnieju World Boxing Super Series po zwycięstwie jednogłośnie na punkty nad Nonito Donaire[117].
- Nordine Oubaali obronił tytuł mistrza świata WBC w kategorii koguciej po zwycięstwie jednogłośnie na punkty nad Takumą Inoue[118].

 9 listopada 
- Los Angeles – Devin Haney obronił tytuł mistrza świata WBC w wadze lekkiej po zwycięstwie jednogłośnie na punkty nad Alfredo Santiago[119].
- Billy Joe Saunders obronił tytuł mistrza świata WBO w wadze superśredniej po pokonaniu przez nokaut w 11. rundzie Marcelo Estebana Coceresa[120].
- Fresno – Jamel Herring obronił tytuł mistrza świata WBO w wadze junior lekkiej wygrywając jednogłośnie na punkty z Lamontem Roachem[121].

 15 listopada 
- Paryż – Arsen Goulamirian obronił tytuł supermistrza świata WBA w wadze junior ciężkiej po znokautowaniu w 4. rundzie Kane Wattsa[122].

 23 listopada 
- Las Vegas – Deontay Wilder obronił tytuł mistrza świata WBC w wadze ciężkiej po pokonaniu przez nokaut w 7. rundzie Luisa Ortiza[123].
- Leo Santa Cruz zdobył wakujący tytuł supermistrza świata WBA w wadze junior lekkiej wygrywając jednogłosnie na punkty z Miguelem Floresem.
- Brandon Figueroa obronił tytuł mistrza świata WBA w wadze junior piórkowej po zremisowaniu z Julio Ceją[124].
- Indio – Xu Can obronił tytuł mistrza świata WBA w wadze piórkowej po pokonaniu jednogłośnie na punkty Manny’ego Roblesa III.
- Rene Alvarado zdobył tytuł mistrza świata WBA w wadze junior lekkiej wygrywając przez poddanie po 7. rundzie z dotychczasowym mistrzem Andrew Cancio[125].
- Liverpool – Callum Smith obronił tytuł supermistrza świata WBA w wadze superśredniej wygrywając jednogłosnie na punkty z Johnem Ryderem[126].
- Saint-Nazaire – Karim Guerfi zdobył tytuł mistrza Europy (EBU) w wadze koguciej po pokonaniu przez techniczny nokaut w 10. rundzie dotychczasowego mistrza Georges’a Ory’ego.

24 – 29 listopada
- Opole – odbyły się Mistrzostwa Polski w Boksie 2019.

 30 listopada 
- Monte Carlo – Aleksandr Biesputin zdobył wakujący tytuł mistrza świata WBA w wadze półśredniej po pokonaniu jednogłośnie na punkty Radżaba Butajewa[127].
- Birmingham – John Riel Casimero zdobył tytuł mistrza świata WBO w wadze koguciej wygrywając przez techniczny nokaut w 3. rundzie z obrońcą tytułu Zolanim Tete[128].

## Grudzień
5 grudnia 
- Słupsk – zmarł Czesław Dawiec, medalista mistrzostw Polski[129].

 7 grudnia 
- Ad-Dirijja – Anthony Joshua odzyskał tytuły supermistrza świata WBA oraz mistrza świata IBF i WBO w wadze ciężkiej po pokonaniu jednogłośnie na punkty Andy’ego Ruiza[130].
- Dillian Whyte (waga ciężka) pokonał jednogłośnie na punkty po 10 rundach Mariusza Wacha[131].
- Nowy Jork – Jermall Charlo obronił tytuł mistrza świata WBC w kategorii średniej po zwycięstwie przez techniczny nokaut w 7. rundzie nad Dennisem Hoganem[132].
- Emanuel Navarrete odbronił tytuł mistrza świata WBO w kategorii junior piórkowej wygrywając przez techniczny nokaut w 4. rundzie z Francisco Hortą.
- Puebla – Jerwin Ancajas obronił tytuł mistrza świata IBF w kategorii junior koguciej po pokonaniu przez techniczny nokaut w 6. rundzie Miguela Gonzáleza.
- Torrelavega – Sergio García obronił tytuł mistrza Europy (EBU) w kategorii lekkośredniej wygrywając jednogłośnie na punkty z Fouadem El Massoudim.

 8 grudnia 
- Zrenjanin – zmarł Zvonimir Vujin, jugosłowiański bokser, dwukrotny medalista olimpijski[133].

 12 grudnia 
- Hawana – zmarł Jorge Hernández, mistrz olimpijski z 1976 w wadze papierowej[134].
- Barcelona – Dawid Awanesjan obronił tytuł mistrza Europy (EBU) w wadze półśredniej wygrywając przez techniczny nokaut w 1. rundzie z José Del Río.
- Sandor Martin obronił tytuł mistrza Europy (EBU) w wadze lekkopółśredniej wygrywając jednogłośnie na punkty z Joem Hughesem[135].

 14 grudnia 
- Nowy Jork – Terence Crawford obronił tytuł mistrza świata WBO w wadze półśredniej wygrywając przez techniczny nokaut w 9. rundzie z Egidijusem Kavaliauskasem[136].
- Teófimo López zdobył tytuł mistrza świata IBF w wadze lekkiej wygrywając przez techniczny nokaut w 2. rundzie z dotychczasowym mistrzem Richardem Commeyem[137].

 19 grudnia 
- zmarł Saoul Mamby, były zawodowy mistrz świata WBC w wadze lekkopółśredniej[138].

 20 grudnia 
- Phoenix – Julio César Martínez zdobył wakujący tytuł mistrza świata WBC w wadze muszej po zwycięstwie przez techniczny nokaut w 9. rundzie nad Cristoferem Rosalesem[139].

 21 grudnia 
- Ontario – Jermell Charlo zdobył tytuł mistrza świata WBC w wadze lekkośredniej wygrywając przez nokaut w 11. rundzie z obrońcą tytułu Tonym Harrisonem[140].

 23 grudnia 
- Jokohama – Ryōta Murata obronił tytuł mistrza świata WBA w wadze średniej po pokonaniu przez techniczny nokaut w 5. rundzie Stevena Butlera[141].
- Nen Shiro obronił tytuł mistrza świata WBC w kategorii junior muszej wygrywając przez techniczny nokaut w 4. rundzie z Randym Petalcorinem.
- Moruti Mthalane obronił tytuł mistrza świata IBF w wadze muszej wygrywając przez techniczny nokaut w 9. rundzie z Akirą Yaegashim[142].

 28 grudnia 
- Marsylia – Arsen Goulamirian obronił tytuł supermistrza świata WBA w wadze junior ciężkiej wygrywając przez poddanie w 9. rundzie Constantinem Bejenaru[143].
- Atlanta – Gervonta Davis ozdobył wakujący tytuł mistrza świata WBA w wadze lekkiej po zwycięstwie przez techniczny nokaut w 12. rundzie nad Yuriorkisem Gamboą[144].
- Jean Pascal obronił tytuł mistrza świata WBA w wadze półciężkiej po pokonaniu niejednogłosnie na punkty Badou Jacka[145].

 31 grudnia 
- Tokio – Kōsei Tanaka obronił tytuł mistrza świata WBO w wadze muszej wygrywając przez nokaut w 3. rundzie z Wulanem Tuolehazim.
- Kazuto Ioka obronił tytuł mistrza świata WBO w kategorii junior koguciej po pokonaniu jednogłośnie na punkty Jeyviera Cintróna[146].